# Инаугурация Джорджа Вашингтона (1793)
Вторая инаугурация Джорджа Вашингтона в качестве Президента США и Джона Адамса как вице-президента США состоялась 4 марта 1793 года. Президентскую присягу проводил член Верховного суда США Уильям Кушинг, а присягу вице-президента принимал временный президент Сената США Джон Лэнгдон. 
Это была первая инаугурация, которая состоялась в Филадельфии, которая в то время была столицей Соединённых Штатов. Также примечательно, что на своей второй инаугурации Вашингтон произнёс самую короткую инаугурационную речь из когда-либо произнесённых в истории инаугураций президента США — всего 135 слов.